# 夏伟 (1957年)
夏伟（1957年5月—），福建省南平市人。中华人民共和国政治人物。

## 生平
1975年6月参加工作，在建瓯县川石公社营勺大队上山下乡。1977年12月，加入中国共产党。1978年5月，考入南平师专政教系。1980年2月，毕业后在福建省南平第一中学任教。1986年7月，毕业于福建省委党校理论班政治经济学专业。1986年8月，调入中共南平市委宣传部工作，任宣传科科员。1989年1月，调入南平地区外经贸委工作，任办公室副主任、厦门武夷工贸公司副总经理、厦门武夷进出口贸易公司总经理、南平地区外经贸委外经科科长。1996年10月，任南平市外经贸委党组成员、纪检组长。2001年8月，调任中共武夷山市委常委、市委办公室主任。2003年10月，任武夷山市委副书记、市纪委书记。2006年，任南平市纪委副书记。